# Wybory parlamentarne w Szwecji w 1998 roku
Wybory parlamentarne w Szwecji odbyły się 20 września 1998.
Frekwencja wyborcza wyniosła 81,4%. Oddano 5 261 122 głosy ważne oraz 113 466 (2,1%) głosów pustych lub nieważnych.

## Wyniki wyborów
| Lista                                          | Liczba głosów | % głosów | +/- % | Liczba mandatów | +/- |
| ---------------------------------------------- | ------------- | -------- | ----- | --------------- | --- |
| Szwedzka Socjaldemokratyczna Partia Robotnicza | 1 914 426     | 36,4     | -8,9  | 131             | -30 |
| Umiarkowana Partia Koalicyjna                  | 1 204 926     | 22,9     | +0,5  | 82              | +2  |
| Partia Lewicy – Komuniści                      | 631 011       | 12,0     | +5,8  | 43              | +21 |
| Chrześcijańscy Demokraci                       | 619 046       | 11,8     | +7,7  | 42              | +27 |
| Partia Centrum                                 | 269 762       | 5,1      | -2,6  | 18              | -9  |
| Ludowa Partia Liberałów                        | 248 076       | 4,7      | -2,5  | 17              | -9  |
| Zieloni                                        | 236 699       | 4,5      | -0,5  | 16              | -2  |
| inni                                           | 137 176       | 2,6      |       | 0               |     |
| Razem                                          | 5 261 122     | 100      |       | 349             |     |